# Lisiguangit
Lisiguangit (chin. 李四光矿,  Lisiguangkuang) ist ein sehr selten vorkommendes Mineral aus der Mineralklasse der „Sulfide und Sulfosalze“. Es kristallisiert im orthorhombischen Kristallsystem mit der chemischen Zusammensetzung CuPtBiS3 und stellt damit das Platin-Analogon des Mückeit (CuNiBiS3) dar.
Lisiguangit entwickelt kleine, idiomorphe, tafelige bzw. lamellare Kristallen bis etwa 2 mm Länge und 0,5 mm Breite von bleigrauer Farbe bei schwarzer Strichfarbe gefunden werden. Unter polarisiertem, reflektiertem Licht erscheint Lisiguangit dagegen Hellweiß mit einem Stich ins Gelbliche.

## Etymologie und Geschichte
Lisinguanit wurde zuerst von Yu Zuxiang im Yan Shan im Kreis Luanping der bezirksfreien Stadt Chengde in der nordchinesischen Provinz Hebei entdeckt, beschrieben und nach dem chinesischen Minister für Geologie Li Siguang (1889–1971) benannt.
Bei der „Commission on new Minerals, Nomenclature and Classification“ (CNMNC) der International Mineralogical Association (IMA) ist das Mineral unter der Nummer IMA2007-003 registriert.

## Klassifikation
In der veralteten 8. Auflage der Mineralsystematik nach Strunz war der Lisiguangit noch nicht aufgeführt.
Im zuletzt 2018 überarbeiteten „Lapis-Mineralienverzeichnis“, das sich im Aufbau noch nach der alten Form der Systematik von Karl Hugo Strunz richtet, erhielt das Mineral die System- und Mineral-Nr. II/C.21-025. In der „Lapis-Systematik“ entspricht dies der Klasse der „Sulfide und Sulfosalze“ und dort der Abteilung „Sulfide mit dem Stoffmengenverhältnis Metall : S,Se,Te ≈ 1 : 1“, wo Lisiguangit zusammen mit Lapieit, Mäkinenit, Malyshevit, Millerit und Mückeit eine unbenannte Gruppe mit der Systemnummer II/C.21 bildet.
Die von der International Mineralogical Association (IMA) zuletzt 2009 aktualisierte 9. Auflage der Strunz’schen Mineralsystematik ordnet den Lisiguangit in die Klasse der „Sulfide und Sulfosalze (Sulfide, Selenide, Telluride, Arsenide, Antimonide, Bismutide, Sulfarsenide, Sulfantimonide, Sulfbismutide)“ und dort in die Abteilung „Sulfarsenide, Sulfantimonide, Sulfbismutide“ ein. Diese ist weiter unterteilt nach der Struktur der Verbindung bzw. vorherrschenden Verbindungsteilen, so dass das Mineral entsprechend in der Unterabteilung „Insel-Sulfarsenide (Neso-Sulfarsenide) usw., ohne zusätzlichen Schwefel (S)“ zu finden ist, wo es zusammen mit Lapieit, Malyshevit und Mückeit die „Lapieitgruppe“ mit der Systemnummer 2.GA.25 bildet.
Die vorwiegend im englischen Sprachraum gebräuchliche Systematik der Minerale nach Dana ordnet den Lisiguangit in die Klasse der „Sulfide und Sulfosalze“ und dort in die Abteilung der „Sulfosalze“ ein. Hier ist er zusammen mit Lapieit, Mückeit und Malyshevit in der „Lapieitgruppe“ mit der Systemnummer 03.04.04 innerhalb der Unterabteilung „Sulfosalze mit dem Verhältnis 3 > z/y und der Zusammensetzung (A+)i (A2+)j [ByCz], A = Metalle, B = Halbmetalle, C = Nichtmetalle“ zu finden.

## Bildung und Fundorte
Lisiguangit konnte bis jetzt nur an seiner Typlokalität, der Region von Chengde, nachgewiesen werden. Es wird in kontaktmetamorphen Gesteinen in tieferen Teilen des Kupfererzvorkommens von Sandaogou gefunden, wo Platin in zehnfach größerer Konzentration vorkommt als in den höheren Teilen der Lagerstätte. Lisiguangit tritt hier in Paragenese mit Bornit, Chalkopyrit, Carrollit, Galenit, Molybdänit, Pyrit und Tenorit auf.

## Kristallstruktur
Lisinguanit kristallisiert orthorhombisch in der Raumgruppe P212121 (Raumgruppen-Nr. 19) mit den Gitterparametern a = 7,7152 Å; b = 12,838 Å und c = 4,9248 Å sowie 4 Formeleinheiten pro Elementarzelle.